# Fräkenänget
Fräkenänget är en liten by i Utomälven, Hedesunda socken, Gävle kommun. Här passerade hästfororna med järnmalm från Dannemora gruva på sin väg mot Gysinge bruk under 1600- till 1800-talet. Fräkenänget finns alldeles intill byn Viken och Dalälven.